# Stixis suaveolens
Stixis suaveolens är en tvåhjärtbladig växtart som först beskrevs av William Roxburgh, och fick sitt nu gällande namn av Jean Baptiste Louis Pierre. Stixis suaveolens ingår i släktet Stixis och familjen Stixaceae. Inga underarter finns listade i Catalogue of Life.